# Tomoki Takamine
Tomoki Takamine (高嶺 朋樹?, Takamine Tomoki; Hokkaidō, 29 dicembre 1997) è un calciatore giapponese, centrocampista del Consadole Sapporo.

## Statistiche

### Presenze e reti nei club
Statistiche aggiornate al 14 luglio 2024.
| Stagione                 | Squadra                  | Campionato               | Campionato | Campionato | Coppe nazionali | Coppe nazionali | Coppe nazionali | Coppe continentali | Coppe continentali | Coppe continentali | Altre coppe | Altre coppe | Altre coppe | Totale | Totale |
| Stagione                 | Squadra                  | Comp                     | Pres       | Reti       | Comp            | Pres            | Reti            | Comp               | Pres               | Reti               | Comp        | Pres        | Reti        | Pres   | Reti   |
| ------------------------ | ------------------------ | ------------------------ | ---------- | ---------- | --------------- | --------------- | --------------- | ------------------ | ------------------ | ------------------ | ----------- | ----------- | ----------- | ------ | ------ |
| 2016                     | Tsukuba Daigaku          | -                        | -          | -          | CG              | 1               | 0               | -                  | -                  | -                  | -           | -           | -           | 1      | 0      |
| 2017                     | Tsukuba Daigaku          | -                        | -          | -          | CG              | 4               | 0               | -                  | -                  | -                  | -           | -           | -           | 4      | 0      |
| Totale Tsukuba Daigaku   | Totale Tsukuba Daigaku   | Totale Tsukuba Daigaku   | -          | -          |                 | 5               | 0               |                    | -                  | -                  |             | -           | -           | 5      | 0      |
| 2019                     | Consadole Sapporo        | J1                       | 0          | 0          | CG+CdL          | 0+2             | 0               | -                  | -                  | -                  | -           | -           | -           | 2      | 0      |
| 2020                     | Consadole Sapporo        | J1                       | 30         | 0          | CdL             | 4               | 0               | -                  | -                  | -                  | -           | -           | -           | 34     | 0      |
| 2021                     | Consadole Sapporo        | J1                       | 38         | 1          | CG+CdL          | 2+9             | 0               | -                  | -                  | -                  | -           | -           | -           | 49     | 1      |
| 2022                     | Consadole Sapporo        | J1                       | 26         | 2          | CG+CdL          | 0+3             | 0               | -                  | -                  | -                  | -           | -           | -           | 29     | 2      |
| Totale Consadole Sapporo | Totale Consadole Sapporo | Totale Consadole Sapporo | 94         | 3          |                 | 20              | 0               |                    | -                  | -                  |             | -           | -           | 114    | 3      |
| 2023                     | Kashiwa Reysol           | J1                       | 31         | 0          | CG+CdL          | 5+4             | 1+0             | -                  | -                  | -                  | -           | -           | -           | 40     | 1      |
| gen.-lug. 2024           | Kashiwa Reysol           | J1                       | 11         | 1          | CG+CdL          | 1+2             | 0+1             | -                  | -                  | -                  | -           | -           | -           | 14     | 2      |
| Totale Kashiwa Reysol    | Totale Kashiwa Reysol    | Totale Kashiwa Reysol    | 42         | 1          |                 | 12              | 2               |                    | -                  | -                  |             | -           | -           | 54     | 3      |
| 2024-2025                | Kortrijk                 | D1                       | 0          | 0          | CB              | 0               | 0               | -                  | -                  | -                  | -           | -           | -           | 0      | 0      |
| Totale carriera          | Totale carriera          | Totale carriera          | 136        | 4          |                 | 37              | 2               |                    | -                  | -                  |             | -           | -           | 173    | 6      |

## Palmarès

### Nazionale
- Universiade: 1

2019